# Okręg wyborczy Banks
Okręg wyborczy Banks (ang. Division of Banks) – jednomandatowy okręg wyborczy do 
australijskiej Izby Reprezentantów, znajdujący się na terenie południowo-zachodniego Sydney.

## Charakterystyka
Okręg powstał w 1949 roku. Liczy 59 km² powierzchni, w roku 2013 było w nim zarejestrowanych 101 500 wyborców. Przez pierwsze 64 lata swojego istnienia był bastionem Australijskiej Partii Pracy (ALP), która wygrywała tam we wszystkich wyborach. W 2013 po raz pierwszy zwyciężył w nim kandydat Liberalnej Partii Australii (LPA). 

## Patron
Okręg czerpie swą nazwę od Josepha Banksa, botanika znanego z opisania wielu endemicznych roślin Australii, uczestnika wyprawy Jamesa Cooka i jednego z głównych propagatorów idei utworzenia w Australii brytyjskiej kolonii karnej, co było początkiem jej zasiedlania przez Europejczyków.

## Lista posłów
| od      | do      | osoba          | partia |
| ------- | ------- | -------------- | ------ |
| 1949    | 1969    | Dominic Costa  | ALP    |
| 1969    | 1980    | Vince Martin   | ALP    |
| 1980    | 1990    | John Mountford | ALP    |
| 1990    | 2013    | Daryl Melham   | ALP    |
| od 2013 | od 2013 | David Coleman  | LPA    |

## Dawne granice

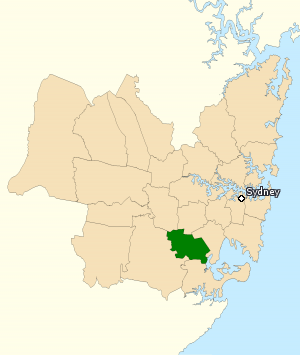
Okręg w granicach z 2010 roku